# 開元天寶遺事
《開元天寶遺事》，五代後周王仁裕撰笔记小说。
王仁裕（880年－956年）早年當過秦州節度使判官，後入蜀，唐莊宗李存勖滅蜀，为秦州节度判断；歷仕後唐、後晉、後漢三朝，晋高祖时为谏议大夫，官至後周官翰林學士、諫議大夫、兵部尚書等職。《五代史·杂传》晁公武《读书志》曰：“蜀亡，仁裕至镐京，采摭民言，得开元《天宝遗事》一百五十九条，分为四卷。”該書多載宮中瑣事以及宮內外的風情習俗，列有146個標題，分別記述唐朝開元、天寶年間的逸聞遺事，如：鬥雞、肉陣、肉腰刀、鳳炭、樓車載樂等荒淫事。
南宋洪迈找到本書不少謬誤，斥为浅旔之书。《四庫全書總目》說此書：“蓋委巷相傳，語多失實，仁裕採摭遺民之口，不能證以國史。”现有版本《历代小史》、《顾氏文房小说》、《唐代丛书》等本。